# Mahesh Bhupathi
Mahesh Shrinivas Bhupathi (ur. 7 czerwca 1974 w Madrasie) – indyjski tenisista, zwycięzca turniejów wielkoszlemowych w grze podwójnej i mieszanej, lider rankingu deblowego, reprezentant w Pucharze Davisa, olimpijczyk.
W 2001 roku Mahesh Bhupathi został uhonorowany wysokim indyjskim odznaczeniem państwowym Padma Shri. Poza tenisem zajmuje się opieką menedżerską nad karierami młodszych zawodników z Indii, m.in. Sanii Mirzy.
We wrześniu 2010 roku Bhupathi zaręczył się z Larą Duttą, Miss Universe 2000, aktorką. Para zawarła związek małżeński 16 lutego 2011 roku w Bandrze w ceremonii cywilnej. Uroczystości religijne odbyły się 20 w Sunset Point w Goa. Dnia 1 sierpnia 2011 roku Dutta poinformowała, że para spodziewa się narodzin pierwszego dziecka. Ich córka Saira urodziła się 20 stycznia 2012 roku, w czasie gdy Bhupathi przebywał w Melbourne, występując w wielkoszlemowym Australian Open. W roku 1995 został laureatem nagrody Arjuna Award.

## Kariera tenisowa
W latach 1995–2014 Bhupathi był tenisistą zawodowym. Swoją karierę skupił głównie na wynikach w deblu - najwyższe miejsce w rankingu singlowym osiągnął w lutym 1998 roku, będąc wówczas na 217. miejscu. W grze podwójnej Bhupathi pierwszy turniej rangi ATP World Tour wygrał w Ćennaju, partnerując swojemu rodakowi, Leanderowi Paesowi. Wspólnie z Paesem zwyciężył w trzech turniejach wielkoszlemowych, dwukrotnie w Rolandzie Garrosie (lata 1999, 2001) oraz na Wimbledonie z 2001 roku. Czwarty wielkoszlemowy tytuł Hindus zdobył w 2002 roku podczas US Open, grając wówczas w parze z Maksem Mirnym. Łącznie Bhupathi zwyciężył w 52 turniejach z cyklu ATP World Tour. Ponadto osiągnął 44 kolejne deblowe finały, w tym sześć wielkoszlemowych i pięć kończącego sezon turnieju ATP World Tour Finals. Najwyżej sklasyfikowany w zestawieniu deblistów Bhupathi był na 1. miejscu pod koniec kwietnia 1999 roku.
W ramach rozgrywek mikstowych Bhupathi wygrał osiem turniejów wielkoszlemowych, tworząc pary z różnymi tenisistkami. W Australian Open triumfował w latach 2006 i 2009, w Rolandzie Garrosie w 1997 i 2012, na Wimbledonie w 2002 i 2005, a w US Open w 1999 i 2005 roku. Również czterokrotnie grał w finałach gry mieszanej.
Jako czołowy tenisista z Indii występował jako singlista w reprezentacji w Pucharze Davisa. W reprezentacji narodowej był jednak przede wszystkim deblistą, szczególnie skutecznym w parze z Leanderem Paesem. Do największych osiągnięć Hindusa w reprezentacji należy awans z zespołem do ćwierćfinału grupy światowej z edycji z roku 1996. W 1998 roku jego zespół spadł do niższej klasy rozgrywek, Azja/Oceania. Do czołowego grona drużyn Indie wraz z Bhupathim powróciły w roku 2010.
Mahesh Bhupathi pięciokrotnie reprezentował Indie na igrzyskach olimpijskich. Podczas turnieju gry podwójnej w Atenach (2004) awansował z Leanderem Paesem do strefy medalowej. Półfinałowy mecz z niemiecką parą Nicolas Kiefer–Rainer Schüttler Hindusi przegrali 0:2. Ostatecznie zajęli czwarte miejsce, pojedynek o brąz przegrywając 1:2 z Chorwatami Mariem Ančiciem i Ivanem Ljubičiciem.

### Finały w turniejach ATP World Tour

#### Gra mieszana (8–4)
| Końcowy wynik | Nr | Data             | Turniej                    | Nawierzchnia | Partnerka          | Przeciwnicy                            | Wynik finału  |
| ------------- | -- | ---------------- | -------------------------- | ------------ | ------------------ | -------------------------------------- | ------------- |
| Zwycięzca     | 1. | 7 czerwca 1997   | French Open, Paryż         | Ceglana      | Rika Hiraki        | Lisa Raymond Patrick Galbraith         | 6:4, 6:1      |
| Finalista     | 1. | 4 lipca 1998     | Wimbledon, Londyn          | Trawiasta    | Mirjana Lučić      | Serena Williams Maks Mirny             | 4:6, 4:6      |
| Zwycięzca     | 2. | 11 września 1999 | US Open, Nowy Jork         | Twarda       | Ai Sugiyama        | Kimberly Po Donald Johnson             | 6:4, 6:4      |
| Zwycięzca     | 3. | 6 lipca 2002     | Wimbledon, Londyn          | Trawiasta    | Jelena Lichowcewa  | Daniela Hantuchová Kevin Ullyett       | 6:2, 1:6, 6:1 |
| Finalista     | 2. | 7 czerwca 2003   | French Open, Paryż         | Ceglana      | Jelena Lichowcewa  | Lisa Raymond Mike Bryan                | 3:6, 4:6      |
| Zwycięzca     | 4. | 2 lipca 2005     | Wimbledon, Londyn          | Trawiasta    | Mary Pierce        | Tetiana Perebyjnis Paul Hanley         | 6:4, 6:2      |
| Zwycięzca     | 5. | 10 września 2005 | US Open, Nowy Jork         | Twarda       | Daniela Hantuchová | Katarina Srebotnik Nenad Zimonjić      | 6:4, 6:2      |
| Zwycięzca     | 6. | 28 stycznia 2006 | Australian Open, Melbourne | Twarda       | Martina Hingis     | Jelena Lichowcewa Daniel Nestor        | 6:3, 6:3      |
| Finalista     | 3. | 26 stycznia 2008 | Australian Open, Melbourne | Twarda       | Sania Mirza        | Sun Tiantian Nenad Zimonjić            | 6:7(4), 4:6   |
| Zwycięzca     | 7. | 31 stycznia 2009 | Australian Open, Melbourne | Twarda       | Sania Mirza        | Nathalie Dechy Andy Ram                | 6:3, 6:1      |
| Finalista     | 4. | 2 lipca 2011     | Wimbledon, Londyn          | Trawiasta    | Jelena Wiesnina    | Iveta Benešová Jürgen Melzer           | 3:6, 2:6      |
| Zwycięzca     | 8. | 7 czerwca 2012   | French Open, Paryż         | Ceglana      | Sania Mirza        | Klaudia Jans-Ignacik Santiago González | 7:6(3), 6:1   |

#### Gra podwójna (52–44)
| Legenda                                      |
| -------------------------------------------- |
| Wielki Szlem                                 |
| Igrzyska olimpijskie                         |
| Tennis Masters Cup / ATP Finals              |
| ATP Masters Series / ATP Tour Masters 1000   |
| ATP International Series Gold / ATP Tour 500 |
| ATP International Series / ATP Tour 250      |

| Końcowy wynik | Nr  | Data                 | Turniej                    | Nawierzchnia    | Partner             | Przeciwnicy                            | Wynik finału                |
| ------------- | --- | -------------------- | -------------------------- | --------------- | ------------------- | -------------------------------------- | --------------------------- |
| Zwycięzca     | 1.  | 13 kwietnia 1997     | Ćennaj                     | Twarda          | Leander Paes        | Oleg Ogorodov Ejal Ran                 | 7:6, 7:5                    |
| Zwycięzca     | 2.  | 3 maja 1997          | Praga                      | Ceglana         | Leander Paes        | Petr Luxa David Škoch                  | 6:1, 6:1                    |
| Finalista     | 1.  | 28 lipca 1997        | Los Angeles                | Twarda          | Rick Leach          | Sébastien Lareau Alex O’Brien          | 6:7, 4:6                    |
| Zwycięzca     | 3.  | 3 sierpnia 1997      | Montreal                   | Twarda          | Leander Paes        | Sébastien Lareau Alex O’Brien          | 7:6, 6:3                    |
| Zwycięzca     | 4.  | 17 sierpnia 1997     | New Haven                  | Twarda          | Leander Paes        | Sébastien Lareau Alex O’Brien          | 6:4, 6:7, 6:2               |
| Zwycięzca     | 5.  | 5 października 1997  | Pekin                      | Twarda (hala)   | Leander Paes        | Alex O’Brien Jim Courier               | 7:5, 7:6                    |
| Zwycięzca     | 6.  | 12 października 1997 | Singapur                   | Dywanowa (hala) | Leander Paes        | Rick Leach Jonathan Stark              | 6:4, 6:4                    |
| Finalista     | 2.  | 23 listopada 1997    | Hartford                   | Dywanowa (hala) | Leander Paes        | Rick Leach Jonathan Stark              | 3:6, 4:6, 6:7               |
| Zwycięzca     | 7.  | 11 stycznia 1998     | Doha                       | Twarda          | Leander Paes        | Olivier Delaître Fabrice Santoro       | 6:4, 3:6, 6:4               |
| Zwycięzca     | 8.  | 15 lutego 1998       | Dubaj                      | Twarda          | Leander Paes        | Donald Johnson Francisco Montana       | 6:2, 7:5                    |
| Zwycięzca     | 9.  | 12 kwietnia 1998     | Ćennaj                     | Twarda          | Leander Paes        | Olivier Delaître Maks Mirny            | 6:7, 6:3, 6:2               |
| Zwycięzca     | 10. | 17 maja 1998         | Rzym                       | Ceglana         | Leander Paes        | Ellis Ferreira Rick Leach              | 6:4, 4:6, 7:6               |
| Zwycięzca     | 11. | 11 października 1998 | Szanghaj                   | Dywanowa (hala) | Leander Paes        | Todd Woodbridge Mark Woodforde         | 6:4, 6:7, 7:6               |
| Finalista     | 3.  | 18 października 1998 | Singapur                   | Dywanowa (hala) | Leander Paes        | Todd Woodbridge Mark Woodforde         | 2:6, 3:6                    |
| Finalista     | 4.  | 1 listopada 1998     | Stuttgart                  | Twarda (hala)   | Leander Paes        | Sébastien Lareau Alex O’Brien          | 3:6, 6:3, 5:7               |
| Zwycięzca     | 12. | 8 listopada 1998     | Paryż                      | Dywanowa (hala) | Leander Paes        | Jacco Eltingh Paul Haarhuis            | 6:4, 6:2                    |
| Finalista     | 5.  | 30 stycznia 1999     | Australian Open, Melbourne | Twarda          | Leander Paes        | Jonas Björkman Patrick Rafter          | 3:6, 6:4, 4:6, 7:6(10), 4:6 |
| Zwycięzca     | 13. | 11 kwietnia 1999     | Ćennaj                     | Twarda          | Leander Paes        | Wayne Black Neville Godwin             | 4:6, 7:5, 6:4               |
| Zwycięzca     | 14. | 5 czerwca 1999       | French Open, Paryż         | Ceglana         | Leander Paes        | Goran Ivanišević Jeff Tarango          | 6:2, 7:5                    |
| Zwycięzca     | 15. | 3 lipca 1999         | Wimbledon, Londyn          | Trawiasta       | Leander Paes        | Paul Haarhuis Jared Palmer             | 6:7(10), 6:3, 6:4, 7:6(4)   |
| Finalista     | 6.  | 11 września 1999     | US Open, Nowy Jork         | Twarda          | Leander Paes        | Sébastien Lareau Alex O’Brien          | 6:7(7), 4:6                 |
| Finalista     | 7.  | 21 listopada 1999    | Hartford                   | Dywanowa (hala) | Leander Paes        | Sébastien Lareau Alex O’Brien          | 3:6, 2:6, 2:6               |
| Zwycięzca     | 16. | 28 maja 2000         | Sankt Pölten               | Ceglana         | Andrew Kratzmann    | Andrea Gaudenzi Diego Nargiso          | 7:6(10), 6:7(2), 6:4        |
| Finalista     | 8.  | 18 czerwca 2000      | Halle                      | Trawiasta       | David Prinosil      | Nicklas Kulti Mikael Tillström         | 6:7(4), 6:7(4)              |
| Zwycięzca     | 17. | 15 października 2000 | Tokio                      | Twarda          | Leander Paes        | Michael Hill Jeff Tarango              | 6:4, 6:7(1), 6:3            |
| Finalista     | 9.  | 17 listopada 2000    | Bangalore                  | Twarda          | Leander Paes        | Donald Johnson Piet Norval             | 6:7(8), 3:6, 4:6            |
| Zwycięzca     | 18. | 29 kwietnia 2001     | Atlanta                    | Ceglana         | Leander Paes        | Rick Leach David Macpherson            | 6:3, 7:6(7)                 |
| Zwycięzca     | 19. | 6 maja 2001          | Houston                    | Ceglana         | Leander Paes        | Kevin Kim Jim Thomas                   | 7:6(4), 6:2                 |
| Zwycięzca     | 20. | 9 czerwca 2001       | French Open, Paryż         | Ceglana         | Leander Paes        | Petr Pála Pavel Vízner                 | 7:6(5), 6:3                 |
| Zwycięzca     | 21. | 12 sierpnia 2001     | Cincinnati                 | Twarda          | Leander Paes        | Martin Damm David Prinosil             | 7:6(3), 6:3                 |
| Finalista     | 10. | 19 sierpnia 2001     | Indianapolis               | Twarda          | Sébastien Lareau    | Mark Knowles Brian MacPhie             | 6:7(5), 7:5, 4:6            |
| Finalista     | 11. | 7 października 2001  | Moskwa                     | Dywanowa (hala) | Jeff Tarango        | Maks Mirny Sandon Stolle               | 3:6, 0:6                    |
| Finalista     | 12. | 28 października 2001 | Bazylea                    | Dywanowa (hala) | Leander Paes        | Ellis Ferreira Rick Leach              | 6:7(3), 4:6                 |
| Finalista     | 13. | 4 listopada 2001     | Paryż                      | Dywanowa (hala) | Leander Paes        | Ellis Ferreira Rick Leach              | 6:3, 4:6, 3:6               |
| Zwycięzca     | 22. | 6 stycznia 2002      | Ćennaj                     | Twarda          | Leander Paes        | Tomáš Cibulec Ota Fukarek              | 5:7, 6:2, 7:5               |
| Zwycięzca     | 23. | 5 maja 2002          | Majorka                    | Ceglana         | Leander Paes        | Julian Knowle Michael Kohlmann         | 6:2, 6:4                    |
| Zwycięzca     | 24. | 19 maja 2002         | Hamburg                    | Ceglana         | Jan-Michael Gambill | Jonas Björkman Todd Woodbridge         | 6:2, 6:4                    |
| Finalista     | 14. | 16 czerwca 2002      | Londyn (Queen’s)           | Trawiasta       | Maks Mirny          | Wayne Black Kevin Ullyett              | 5:7, 3:6                    |
| Finalista     | 15. | 11 sierpnia 2002     | Cincinnati                 | Twarda          | Maks Mirny          | James Blake Todd Martin                | 5:7, 3:6                    |
| Finalista     | 16. | 18 sierpnia 2002     | Indianapolis               | Twarda          | Maks Mirny          | Mark Knowles Daniel Nestor             | 6:7(4), 7:6(5), 4:6         |
| Zwycięzca     | 25. | 25 sierpnia 2002     | Long Island                | Twarda          | Mike Bryan          | Petr Pála Pavel Vízner                 | 6:3, 6:4                    |
| Zwycięzca     | 26. | 7 września 2002      | US Open, Nowy Jork         | Twarda          | Maks Mirny          | Jiří Novák Radek Štěpánek              | 6:3, 3:6, 6:4               |
| Finalista     | 17. | 20 października 2002 | Madryt                     | Twarda (hala)   | Maks Mirny          | Mark Knowles Daniel Nestor             | 3:6, 5:7, 0:6               |
| Finalista     | 18. | 12 stycznia 2003     | Sydney                     | Twarda          | Joshua Eagle        | Paul Hanley Nathan Healey              | 6:7(3), 4:6                 |
| Zwycięzca     | 27. | 13 kwietnia 2003     | Estoril                    | Ceglana         | Maks Mirny          | Lucas Arnold Ker Mariano Hood          | 6:1, 6:2                    |
| Zwycięzca     | 28. | 20 kwietnia 2003     | Monte Carlo                | Ceglana         | Maks Mirny          | Michaël Llodra Fabrice Santoro         | 6:4, 3:6, 7:6(6)            |
| Finalista     | 19. | 19 maja 2003         | Hamburg                    | Ceglana         | Maks Mirny          | Mark Knowles Daniel Nestor             | 4:6, 6:7(10)                |
| Finalista     | 20. | 15 czerwca 2003      | Londyn (Queen’s)           | Trawiasta       | Maks Mirny          | Mark Knowles Daniel Nestor             | 7:5, 4:6, 6:7(3)            |
| Finalista     | 21. | 5 lipca 2003         | Wimbledon, Londyn          | Trawiasta       | Maks Mirny          | Jonas Björkman Todd Woodbridge         | 6:3, 3:6, 6:7(4), 3:6       |
| Zwycięzca     | 29. | 10 sierpnia 2003     | Montreal                   | Twarda          | Maks Mirny          | Jonas Björkman Todd Woodbridge         | 6:3, 7:6(4)                 |
| Zwycięzca     | 30. | 5 października 2003  | Moskwa                     | Dywanowa (hala) | Maks Mirny          | Wayne Black Kevin Ullyett              | 6:3, 7:5                    |
| Finalista     | 22. | 12 października 2003 | Wiedeń                     | Twarda (hala)   | Maks Mirny          | Yves Allegro Roger Federer             | 6:7(7), 5:7                 |
| Zwycięzca     | 31. | 19 października 2003 | Madryt                     | Twarda (hala)   | Maks Mirny          | Wayne Black Kevin Ullyett              | 6:2, 2:6, 6:3               |
| Zwycięzca     | 32. | 18 stycznia 2004     | Auckland                   | Twarda          | Fabrice Santoro     | Jiří Novák Radek Štěpánek              | 4:6, 7:5, 6:3               |
| Zwycięzca     | 33. | 7 marca 2004         | Dubaj                      | Twarda          | Fabrice Santoro     | Jonas Björkman Leander Paes            | 6:2, 4:6, 6:4               |
| Zwycięzca     | 34. | 9 maja 2004          | Rzym                       | Ceglana         | Maks Mirny          | Wayne Arthurs Paul Hanley              | 2:6, 6:3, 6:4               |
| Zwycięzca     | 35. | 11 lipca 2004        | Bastad                     | Ceglana         | Jonas Björkman      | Simon Aspelin Todd Perry               | 4:6, 7:6(2), 7:6(6)         |
| Zwycięzca     | 36. | 1 sierpnia 2004      | Toronto                    | Twarda          | Leander Paes        | Jonas Björkman Maks Mirny              | 6:4, 6:2                    |
| Finalista     | 23. | 17 października 2004 | Moskwa                     | Dywanowa (hala) | Jonas Björkman      | Igor Andriejew Nikołaj Dawydienko      | 6:3, 3:6, 4:6               |
| Finalista     | 24. | 9 stycznia 2005      | Ćennaj                     | Twarda          | Jonas Björkman      | Rainer Schüttler Lu Yen-hsun           | 5:7, 6:4, 6:7(4)            |
| Zwycięzca     | 37. | 16 stycznia 2005     | Sydney                     | Twarda          | Todd Woodbridge     | Arnaud Clément Michaël Llodra          | 6:3, 6:3                    |
| Zwycięzca     | 38. | 17 września 2006     | Pekin                      | Twarda          | Mario Ančić         | Michael Berrer Kenneth Carlsen         | 6:4, 6:3                    |
| Zwycięzca     | 39. | 1 października 2006  | Mumbaj                     | Twarda          | Mario Ančić         | Rohan Bopanna Mustafa Ghouse           | 6:4, 6:7(6), 10–8           |
| Finalista     | 25. | 2 marca 2007         | Dubaj                      | Twarda          | Radek Štěpánek      | Fabrice Santoro Nenad Zimonjić         | 5:7, 7:6(3), 7–10           |
| Zwycięzca     | 40. | 19 sierpnia 2007     | Montreal                   | Twarda          | Pavel Vízner        | Paul Hanley Kevin Ullyett              | 6:4, 6:4                    |
| Zwycięzca     | 41. | 25 sierpnia 2007     | New Haven                  | Twarda          | Nenad Zimonjić      | Mariusz Fyrstenberg Marcin Matkowski   | 6:3, 6:3                    |
| Zwycięzca     | 42. | 2 marca 2008         | Memphis                    | Twarda (hala)   | Mark Knowles        | Sanchai Ratiwatana Sonchat Ratiwatana  | 7:6(5), 6:2                 |
| Zwycięzca     | 43. | 8 marca 2008         | Dubaj                      | Twarda          | Mark Knowles        | Martin Damm Pavel Vízner               | 7:5, 7:6(7)                 |
| Finalista     | 26. | 6 kwietnia 2008      | Miami                      | Twarda          | Mark Knowles        | Bob Bryan Mike Bryan                   | 2:6, 2:6                    |
| Finalista     | 27. | 27 kwietnia 2008     | Monte Carlo                | Ceglana         | Mark Knowles        | Rafael Nadal Tommy Robredo             | 3:6, 3:6                    |
| Finalista     | 28. | 21 czerwca 2008      | ’s-Hertogenbosch           | Trawiasta       | Leander Paes        | Mario Ančić Jürgen Melzer              | 6:7(5), 3:6                 |
| Finalista     | 29. | 23 sierpnia 2008     | New Haven                  | Twarda          | Mark Knowles        | Marcelo Melo André Sá                  | 5:7, 2:6                    |
| Finalista     | 30. | 19 października 2008 | Madryt                     | Twarda (hala)   | Mark Knowles        | Mariusz Fyrstenberg Marcin Matkowski   | 4:6, 2:6                    |
| Zwycięzca     | 44. | 26 października 2008 | Bazylea                    | Twarda (hala)   | Mark Knowles        | Christopher Kas Philipp Kohlschreiber  | 6:3, 6:3                    |
| Finalista     | 31. | 31 stycznia 2009     | Australian Open, Melbourne | Twarda          | Mark Knowles        | Bob Bryan Mike Bryan                   | 6:2, 5:7, 0:6               |
| Finalista     | 32. | 26 kwietnia 2009     | Barcelona                  | Ceglana         | Mark Knowles        | Daniel Nestor Nenad Zimonjić           | 3:6, 6:7(9)                 |
| Zwycięzca     | 45. | 16 sierpnia 2009     | Montreal                   | Twarda          | Mark Knowles        | Maks Mirny Andy Ram                    | 6:4, 6:3                    |
| Finalista     | 33. | 13 września 2009     | US Open, Nowy Jork         | Twarda          | Mark Knowles        | Lukáš Dlouhý Leander Paes              | 6:3, 3:6, 2:6               |
| Finalista     | 34. | 4 kwietnia 2010      | Miami                      | Twarda          | Maks Mirny          | Lukáš Dlouhý Leander Paes              | 2:6, 5:7                    |
| Finalista     | 35. | 18 kwietnia 2010     | Monte Carlo                | Ceglana         | Maks Mirny          | Daniel Nestor Nenad Zimonjić           | 3:6, 0:2 krecz              |
| Finalista     | 36. | 22 sierpnia 2010     | Cincinnati                 | Twarda          | Maks Mirny          | Bob Bryan Mike Bryan                   | 3:6, 4:6                    |
| Finalista     | 37. | 7 listopada 2010     | Walencja                   | Twarda (hala)   | Maks Mirny          | Andy Murray Jamie Murray               | 6:7(8), 7:5, 7–10           |
| Zwycięzca     | 46. | 14 listopada 2010    | Paryż                      | Twarda (hala)   | Maks Mirny          | Mark Knowles Andy Ram                  | 7:5, 7:5                    |
| Finalista     | 38. | 28 listopada 2010    | Londyn                     | Twarda (hala)   | Maks Mirny          | Daniel Nestor Nenad Zimonjić           | 6:7(6), 4:6                 |
| Zwycięzca     | 47. | 9 stycznia 2011      | Ćennaj                     | Twarda          | Leander Paes        | David Martin Robin Haase               | 6:2, 6:7(3), 10–7           |
| Finalista     | 39. | 29 stycznia 2011     | Australian Open, Melbourne | Twarda          | Leander Paes        | Bob Bryan Mike Bryan                   | 3:6, 4:6                    |
| Zwycięzca     | 48. | 3 kwietnia 2011      | Miami                      | Twarda          | Leander Paes        | Maks Mirny Daniel Nestor               | 6:7(5), 6:2, 10–5           |
| Finalista     | 40. | 13 czerwca 2011      | Londyn (Queen’s)           | Trawiasta       | Leander Paes        | Bob Bryan Mike Bryan                   | 7:6(2), 6:7(4), 6–10        |
| Zwycięzca     | 49. | 21 sierpnia 2011     | Cincinnati                 | Twarda          | Leander Paes        | Michaël Llodra Nenad Zimonjić          | 7:6(4), 7:6(2)              |
| Zwycięzca     | 50. | 3 marca 2011         | Dubaj                      | Twarda          | Rohan Bopanna       | Mariusz Fyrstenberg Marcin Matkowski   | 6:4, 3:6, 10–5              |
| Finalista     | 41. | 19 sierpnia 2012     | Cincinnati                 | Twarda          | Rohan Bopanna       | Robert Lindstedt Horia Tecău           | 4:6, 4:6                    |
| Finalista     | 42. | 14 października 2012 | Szanghaj                   | Twarda          | Rohan Bopanna       | Leander Paes Radek Štěpánek            | 7:6(7), 3:6, 5–10           |
| Zwycięzca     | 51. | 4 listopada 2012     | Paryż                      | Twarda (hala)   | Rohan Bopanna       | Aisam-ul-Haq Qureshi Jean-Julien Rojer | 7:6(6), 6:3                 |
| Finalista     | 43. | 12 listopada 2012    | Londyn                     | Twarda (hala)   | Rohan Bopanna       | Marcel Granollers Marc López           | 5:7, 6:3, 3–10              |
| Zwycięzca     | 52. | 2 marca 2013         | Dubaj                      | Twarda          | Michaël Llodra      | Robert Lindstedt Nenad Zimonjić        | 7:6(6), 7:6(6)              |
| Finalista     | 44. | 19 maja 2013         | Rzym                       | Ceglana         | Rohan Bopanna       | Bob Bryan Mike Bryan                   | 2:6, 3:6                    |

### Osiągnięcia w turniejach Wielkiego Szlema i ATP World Tour Masters 1000 (gra podwójna)
| Turniej                     | 1995                            | 1996                            | 1997                            | 1998                            | 1999                            | 2000                            | 2001                            | 2002                            | 2003                            | 2004                            | 2005                            | 2006                            | 2007                            | 2008                            | 2009                            | 2010                            | 2011                            | 2012                            | 2013                            | 2014                            | 2015                            | 2016                            | Wygrane turnieje | Bilans w turnieju |
| Wielki Szlem                | Wielki Szlem                    | Wielki Szlem                    | Wielki Szlem                    | Wielki Szlem                    | Wielki Szlem                    | Wielki Szlem                    | Wielki Szlem                    | Wielki Szlem                    | Wielki Szlem                    | Wielki Szlem                    | Wielki Szlem                    | Wielki Szlem                    | Wielki Szlem                    | Wielki Szlem                    | Wielki Szlem                    | Wielki Szlem                    | Wielki Szlem                    | Wielki Szlem                    | Wielki Szlem                    | Wielki Szlem                    | Wielki Szlem                    | Wielki Szlem                    | Wielki Szlem     | Wielki Szlem      |
| --------------------------- | ------------------------------- | ------------------------------- | ------------------------------- | ------------------------------- | ------------------------------- | ------------------------------- | ------------------------------- | ------------------------------- | ------------------------------- | ------------------------------- | ------------------------------- | ------------------------------- | ------------------------------- | ------------------------------- | ------------------------------- | ------------------------------- | ------------------------------- | ------------------------------- | ------------------------------- | ------------------------------- | ------------------------------- | ------------------------------- | ---------------- | ----------------- |
| Australian Open             | –                               | –                               | 1R                              | SF                              | F                               | –                               | 1R                              | 2R                              | 1R                              | QF                              | QF                              | 3R                              | QF                              | SF                              | F                               | 1R                              | F                               | 3R                              | 3R                              | 2R                              | 1R                              | 2R                              | 0 / 19           | 41–19             |
| French Open                 | –                               | –                               | 2R                              | SF                              | W                               | 2R                              | W                               | SF                              | QF                              | SF                              | 1R                              | QF                              | SF                              | 1R                              | 3R                              | 2R                              | 2R                              | 1R                              | 1R                              | –                               | 1R                              | –                               | 2 / 18           | 40–16             |
| Wimbledon                   | –                               | –                               | 1R                              | 2R                              | W                               | 3R                              | 1R                              | QF                              | F                               | 3R                              | 2R                              | 1R                              | –                               | 1R                              | QF                              | 3R                              | 2R                              | 2R                              | QF                              | –                               | 1R                              | –                               | 1 / 17           | 29–16             |
| US Open                     | 2R                              | –                               | SF                              | SF                              | F                               | 1R                              | 1R                              | W                               | QF                              | 3R                              | 3R                              | 1R                              | 2R                              | 3R                              | F                               | 2R                              | QF                              | 1R                              | 1R                              | –                               | –                               | –                               | 1 / 18           | 28–17             |
| Bilans spotkań              | 1–1                             | 0–0                             | 5–4                             | 13–4                            | 22–2                            | 3–3                             | 6–3                             | 14–3                            | 10–4                            | 10–4                            | 6–4                             | 5–4                             | 8–3                             | 6–4                             | 15–4                            | 4–4                             | 10–4                            | 3–4                             | 5–4                             | 1–1                             | 0–3                             | 1–1                             | N/A              | 148–68            |
| ATP World Tour Finals       |                                 |                                 |                                 |                                 |                                 |                                 |                                 |                                 |                                 |                                 |                                 |                                 |                                 |                                 |                                 |                                 |                                 |                                 |                                 |                                 |                                 |                                 |                  |                   |
| ATP World Tour Finals       | –                               | –                               | F                               | RR                              | F                               | F                               | –                               | RR                              | RR                              | RR                              | –                               | –                               | –                               | RR                              | SF                              | F                               | SF                              | F                               | –                               | –                               | –                               | –                               | 0 / 12           | 24–23             |
| ATP World Tour Masters 1000 |                                 |                                 |                                 |                                 |                                 |                                 |                                 |                                 |                                 |                                 |                                 |                                 |                                 |                                 |                                 |                                 |                                 |                                 |                                 |                                 |                                 |                                 |                  |                   |
| Indian Wells                | –                               | –                               | –                               | –                               | SF                              | –                               | 1R                              | 2R                              | 2R                              | SF                              | 1R                              | 1R                              | 1R                              | QF                              | 2R                              | 1R                              | 2R                              | 1R                              | 1R                              | –                               | –                               | –                               | 0 / 14           | 11–14             |
| Miami                       | –                               | –                               | 2R                              | 2R                              | 2R                              | –                               | –                               | QF                              | 1R                              | 2R                              | QF                              | –                               | 1R                              | F                               | 1R                              | F                               | W                               | SF                              | 2R                              | 1R                              | –                               | –                               | 1 / 15           | 23–14             |
| Monte Carlo                 | –                               | –                               | –                               | SF                              | 2R                              | –                               | SF                              | 1R                              | W                               | QF                              | QF                              | SF                              | 2R                              | F                               | QF                              | F                               | –                               | 2R                              | 2R                              | –                               | –                               | –                               | 1 / 14           | 23–13             |
| Stuttgart/Madryt            | –                               | –                               | QF                              | F                               | –                               | 2R                              | QF                              | F                               | W                               | SF                              | QF                              | 1R                              | –                               | F                               | 2R                              | –                               | –                               | SF                              | QF                              | –                               | 1R                              | 2R                              | 1 / 15           | 22–14             |
| Rzym                        | –                               | –                               | –                               | W                               | 1R                              | 1R                              | 1R                              | QF                              | SF                              | W                               | SF                              | 2R                              | 1R                              | 2R                              | SF                              | 2R                              | 2R                              | SF                              | F                               | –                               | –                               | –                               | 2 / 16           | 20–14             |
| Montreal/Toronto            | –                               | –                               | W                               | SF                              | –                               | QF                              | 1R                              | 2R                              | W                               | W                               | QF                              | –                               | W                               | QF                              | W                               | SF                              | 2R                              | 2R                              | –                               | –                               | –                               | –                               | 5 / 14           | 28–9              |
| Cincinnati                  | –                               | –                               | QF                              | 2R                              | 2R                              | 1R                              | W                               | F                               | SF                              | QF                              | QF                              | 2R                              | 2R                              | SF                              | SF                              | F                               | W                               | F                               | –                               | –                               | –                               | –                               | 2 / 16           | 27–14             |
| Szanghaj                    | Nie ATP World Tour Masters 1000 | Nie ATP World Tour Masters 1000 | Nie ATP World Tour Masters 1000 | Nie ATP World Tour Masters 1000 | Nie ATP World Tour Masters 1000 | Nie ATP World Tour Masters 1000 | Nie ATP World Tour Masters 1000 | Nie ATP World Tour Masters 1000 | Nie ATP World Tour Masters 1000 | Nie ATP World Tour Masters 1000 | Nie ATP World Tour Masters 1000 | Nie ATP World Tour Masters 1000 | Nie ATP World Tour Masters 1000 | Nie ATP World Tour Masters 1000 | SF                              | QF                              | SF                              | F                               | –                               | –                               | –                               | –                               | 0 / 4            | 8–4               |
| Paryż                       | –                               | –                               | 2R                              | W                               | 2R                              | 1R                              | F                               | 2R                              | –                               | SF                              | –                               | –                               | –                               | 2R                              | 2R                              | W                               | 2R                              | W                               | –                               | –                               | –                               | –                               | 3 / 12           | 16–9              |
| Hamburg                     | –                               | –                               | –                               | QF                              | 2R                              | 2R                              | 1R                              | W                               | F                               | 2R                              | QF                              | 1R                              | 2R                              | 2R                              | Nie ATP World Tour Masters 1000 | Nie ATP World Tour Masters 1000 | Nie ATP World Tour Masters 1000 | Nie ATP World Tour Masters 1000 | Nie ATP World Tour Masters 1000 | Nie ATP World Tour Masters 1000 | Nie ATP World Tour Masters 1000 | Nie ATP World Tour Masters 1000 | 1 / 11           | 12–9              |
| Bilans spotkań              | 0–0                             | 0–0                             | 9–4                             | 17–6                            | 2–6                             | 4–6                             | 12–7                            | 18–8                            | 19–5                            | 17–7                            | 9–8                             | 4–6                             | 7–6                             | 12–9                            | 12–8                            | 16–7                            | 11–5                            | 16–8                            | 4–5                             | 0–1                             | 0–1                             | 1–1                             | N/A              | 190–114           |
| Ranking na koniec sezonu    |                                 |                                 |                                 |                                 |                                 |                                 |                                 |                                 |                                 |                                 |                                 |                                 |                                 |                                 |                                 |                                 |                                 |                                 |                                 |                                 |                                 |                                 |                  |                   |
|                             | 162                             | 106                             | 11                              | 3                               | 2                               | 39                              | 6                               | 4                               | 4                               | 7                               | 19                              | 30                              | 21                              | 6                               | 7                               | 6                               | 7                               | 11                              | 35                              | 344                             | 699                             | 186                             | N/A              | N/A               |

Legenda
     W, wygrał turniej
     F, przegrał w finale
     SF, przegrał w półfinale
     QF, przegrał w ćwierćfinale
     4R, 3R, 2R, 1R przegrał w IV, III, II, I rundzie
     RR, odpadł w fazie grupowej
     –, nie startował w turnieju głównym